# Вакин, Александр Тимофеевич
Алекса́ндр Тимофе́евич Ва́кин (1903, Ржев — 1966) — советский учёный, специалист по фитопатологии и порокам древесины. Составил полную коллекцию пороков древесины, разработал правила и инструкции по хранению древесины.

## Биография
Александр Тимофеевич Вакин родился в Ржеве в 1903 году.
В 1927 году окончил Петроградский лесной институт, ещё будучи студентом работал на кафедре фитопатологии под руководством профессора С. И. Ванина. С 1929 года работал в лаборатории микологии и хранения древесины, которая принадлежала ВНИИ древесины в Кунцеве под Москвой, а в 1932 году была переведена в ЦНИИ механической обработки древесины (ЦНИИМОД).
В 1937 году А. Т. Вакину присуждена учёная степень кандидата сельскохозяйственных наук без защиты диссертации.
В 1939—1942 годах — заведующий лабораторией микологии. Во время войны ЦНИИМОД находился в эвакуации в Свердловской области, в Тавде. В этот период А. Т. Вакин исполнял обязанности директора института.

## Вклад в науку
А. Т. Вакин изучал повреждения, вызываемые дереворазрушающими грибами в посадках различных пород — дуба, ели, лиственницы, сосны. Он описал несколько видов гнилей, исследовал распространение повреждений и пороков древесины в разных районах СССР. Вакин систематизировал и собрал полную коллекцию пороков древесины. Коллекция сохранилась не полностью, часть её сгорела при пожаре.
Также Вакин занимался составлением альбома «Пороки древесины» с цветными иллюстрациями, который был издан уже после его смерти и затем переиздавался; разработал систему хранения брёвен и составил инструкции по хранению древесины во время лесозаготовок в лесу и на складах.